# Okrašlovací spolek Budíček
Okrašlovací spolek Budíček je samostatným spolkem – nestátní neziskovou organizací, který působí ve Vroutku. Spolek byl založen v listopadu 2011 na podporu dobrovolnictví ve Vroutku. Zabývá se ochranou místních památek a pořádání okrašlovacích a komunitních akcí.

## Poslání a činnost
Mezi poslání spolku patří podpora komunitního života v oblasti kultury, sportu, dále podpora a realizace akcí, zaměřených na spolužití v obci, obnovu místních památek, zachování tradic a ochranu přírody na území města Vroutek.
Činnost Budíčku zahrnuje tři oblasti:
- mapování drobných památek v krajině Podbořanska[1]
- okrašlovací a komunitní akce (velikonoční a vánoční lidové tradice pro veřejnost, výsadba Aleje občánků[2], Noc kostelů, dříve také pořádání vrouteckých Staročeských májů[3])
- ochrana a obnova místního kulturního dědictví (obnova a údržba drobných památek[4], obnova vrouteckého kostela sv. Jana Křtitele a přilehlého areálu)[5][6]

## Ocenění a úspěchy
Okrašlovací spolek Budíček získal za své aktivity okolo vrouteckého kostela, cenu GRATIAS TIBI 2014 v kategorii do 30 let. Cenu uděluje Člověk v tísni za občanskou aktivitu mladých lidí, kteří pozitivně ovlivňují život ve společnosti.
V květnu 2014 se podařilo spolku Budíček vyhrát 2. místo v Ceně veřejnosti v soutěži MÁME VYBRÁNO pro veřejnou sbírku ve prospěch vrouteckého kostela sv. Jana Křtitele. Výhra je spojená s finanční cenou 20 tisíc korun, které byly využity k zrestaurování věčného světla před hlavním oltářem.